# Drużynowy Puchar Świata na Żużlu 2015
Drużynowy Puchar Świata 2015 – piętnasta edycja turnieju, mająca na celu wyłonić najlepszą żużlową reprezentację świata - Drużynowego Mistrza Świata. Złotego medalu broniła Dania.

## Terminarz
| Data / wyniki        | Miejsce              |
| Runda kwalifikacyjna | Runda kwalifikacyjna |
| -------------------- | -------------------- |
| 9 maja 2015          | Landshut             |
| Półfinały            |                      |
| 6 czerwca 2015       | Gniezno              |
| 8 czerwca 2015       | King’s Lynn          |
| Baraż                |                      |
| 11 czerwca 2015      | Vojens               |
| Finał                |                      |
| 14 czerwca 2015      | Vojens               |

## Runda kwalifikacyjna

### Landshut
9 maja 2015
| \| Msc \| \| Drużyna / Zawodnik \| Biegi \| Punkty \| \| --- \| ------------------------------------------------------------------------------------------------ \| -------------------------------------------------------- \| ------------ \| ------ \| \| 1 \| \| Rosja \| Rosja \| 40 \| \| 1 \| (1) Wiktor Kułakow (2) Wadim Tarasienko (3) Emil Sajfutdinow (4) Witalij Biełousow (5) - \| (2,3,1,2,2) (w,w,2,2,3) (3,3,3,3,w) (2,3,2,2,2) - \| 10 7 12 11 - \| \| \| 2 \| \| Niemcy \| Niemcy \| 34 \| \| 2 \| (1) Martin Smolinski (2) Tobias Busch (3) Christian Hefenbrock (4) Michael Haertel (5) - \| (3,3,2,6!,3,3) (u,–,–,–,–) (3,0,3,–,d) (2,w,2,2,2) - \| 20 0 6 8 - \| \| \| 3 \| \| Słowenia \| Słowenia \| 32 \| \| 3 \| (1) Matej Žagar (2) Aleksander Čonda (3) Ziga Kovacič (4) Maks Gregorič (5) - \| (3,2,3,6!,u,3) (1,u/–,–,–,–) (1,1,0,0,1) (2,2,3,0,1,3) - \| 17 1 3 11 - \| \| \| 4 \| \| Włochy \| Włochy \| 19 \| \| 4 \| (1) Michele Paco Castagna (2) Nicolas Vicentin (3) Alessandro Milanese (4) Nicolas Covatti (5) - \| (1,2,1,1,1,1) (0,1,0,1,0) (0,1,–,–,2) (1,2,2!,1,1,0) - \| 7 2 1 7 - \| \| | Bieg po biegu: 1. Žagar, Haertel, Covatti, Tarasienko (w/u) 2. Hefenbrock, Kułakow, Čonda, Milanese 3. Sajfutdinow, Gregorič, Castagna, Busch (u2) 4. Smolinski, Biełousow, Kovacič, Vicentin 5. Biełousow, Castagna, Haertel (w/u), Čonda (u/ns) 6. Sajfutdinow, Žagar, Vicentin, Hefenbrock 7. Kułakow, Covatti, Kovacič, Busch (ns) 8. Smolinski, Gregorič, Milanese, Tarsienko (w/u) 9. Gregorič, Haertel, Kułakow, Vicentin 10. Hefenbrock, Tarasienko, Castagna, Kovacič 11. Žagar, Biełousow, Covatti (2!), Busch (ns) 12. Sajfutdinow, Smolinski, Covatti, Čonda (ns) 13. Smolinski (6!), Biełousow, Covatti, Gregorič 14. Sajfutdinow, Haertel, Castagna, Kovacič 15. Žagar (6!), Tarasienko, Vicentin, Busch (ns) 16. Smolinski, Kułakow, Castagna, Žagar (u) 17. Tarasienko, Haertel, Gregorič, Vicentin 18. Žagar, Kułakow, Castagna, Busch (ns) 19. Smolinski, Biełousow, Kovacič, Covatti 20. Gregorič, Milanese, Hefenbrock (d), Sajfutdinow (w) |                                                          |              |        |
| Msc | | Drużyna / Zawodnik                                       | Biegi        | Punkty |
| 1 | | Rosja                                                    | Rosja        | 40     |
| 1 | (1) Wiktor Kułakow (2) Wadim Tarasienko (3) Emil Sajfutdinow (4) Witalij Biełousow (5) - | (2,3,1,2,2) (w,w,2,2,3) (3,3,3,3,w) (2,3,2,2,2) -        | 10 7 12 11 - |        |
| 2 | | Niemcy                                                   | Niemcy       | 34     |
| 2 | (1) Martin Smolinski (2) Tobias Busch (3) Christian Hefenbrock (4) Michael Haertel (5) - | (3,3,2,6!,3,3) (u,–,–,–,–) (3,0,3,–,d) (2,w,2,2,2) -     | 20 0 6 8 -   |        |
| 3 | | Słowenia                                                 | Słowenia     | 32     |
| 3 | (1) Matej Žagar (2) Aleksander Čonda (3) Ziga Kovacič (4) Maks Gregorič (5) - | (3,2,3,6!,u,3) (1,u/–,–,–,–) (1,1,0,0,1) (2,2,3,0,1,3) - | 17 1 3 11 -  |        |
| 4 | | Włochy                                                   | Włochy       | 19     |
| 4 | (1) Michele Paco Castagna (2) Nicolas Vicentin (3) Alessandro Milanese (4) Nicolas Covatti (5) - | (1,2,1,1,1,1) (0,1,0,1,0) (0,1,–,–,2) (1,2,2!,1,1,0) -   | 7 2 1 7 -    |        |

## Półfinały

### Gniezno
6 czerwca 2015
| \| Msc \| \| Drużyna / Zawodnik \| Biegi \| Punkty \| \| --- \| ---------------------------------------------------------------------- \| -------------------------------------------------------- \| ----------- \| ------ \| \| 1 \| \| Szwecja \| Szwecja \| 40 \| \| 1 \| Antonio Lindbäck Andreas Jonsson Linus Sundström Peter Ljung - \| (2,1,3,3,2) (3,0,3,1,1) (3,2,1,3,3) (1,3,2,1,2) - \| 11 8 12 9 - \| \| \| 2 \| \| Polska \| Polska \| 36 \| \| 2 \| Jarosław Hampel Przemysław Pawlicki Maciej Janowski Bartosz Zmarzlik - \| (u/–,–,–,–,–) (3,3,2,2,3) (2,3,2,3,3) (3,3,1,d,3) - \| 0 13 10 - \| \| \| 3 \| \| Rosja \| Rosja \| 27 \| \| 3 \| Andriej Kudriaszow Artiom Łaguta Rienat Gafurow Witalij Biełousow - \| (w,0,–,1,1,0) (w,1,3,4!,3,–) (0,2,–,2,1) (w,1,3,1,2,2) - \| 2 11 5 9 - \| \| \| 4 \| \| Czechy \| Czechy \| 20 \| \| 4 \| Václav Milík Eduard Krčmář Tomáš Suchánek Matěj Kůs - \| (2,2,4!,0,2,2) (2,0,0,0,0) (1,–,t,1,1) (1,1,1,0,0) - \| 12 2 3 - \| \| | Bieg po biegu: 1. (64,53) Zmarzlik, Lindbäck, Kůs, Łaguta (w) 2. (64,72) Jonsson, Janowski, Suchánek, Kudriaszow (u/w) 3. (65,00) Pawlicki, Milík, Ljung, Gafurow 4. (66,03) Sundström, Krčmář, Hampel (u/ns), Biełousow (u/w) 5. (65,87) Zmarzlik, Milík, Biełousow, Jonsson 6. (65,69) Janowski, Gafurow, Lindbäck, Krčmář 7. (65,09) Pawlicki, Sundström, Kůs, Kudriaszow 8. (65,50) Ljung, Milík (4!), Łaguta 9. (65,60) Biełousow, Ljung, Zmarzlik, Krčmář 10. (65,38) Łaguta, Janowski, Sundström, Milík 11. (66,09) Lindbäck, Pawlicki, Biełousow, Suchánek(t) 12. (66,34) Jonsson, Łaguta (4!), Kůs 13. (65,94) Janowski, Biełousow, Ljung, Kůs 14. (66,37) Sundström, Gafurow, Suchánek, Zmarzlik (d1) 15. (65,75) Łaguta, Pawlicki, Jonsson, Krčmář 16. (66,25) Lindbäck, Milík, Kudriaszow 17. (66,28) Janowski, Ljung, Gafurow, Kůs 18. (66,72) Zmarzlik, Lindbäck, Kudriaszow, Krčmář 19. (67,00) Sundström, Biełousow, Suchánek 20. (67,35) Pawlicki, Milík, Jonsson, Kudriaszow |                                                          |             |        |
| Msc | | Drużyna / Zawodnik                                       | Biegi       | Punkty |
| 1 | | Szwecja                                                  | Szwecja     | 40     |
| 1 | Antonio Lindbäck Andreas Jonsson Linus Sundström Peter Ljung - | (2,1,3,3,2) (3,0,3,1,1) (3,2,1,3,3) (1,3,2,1,2) -        | 11 8 12 9 - |        |
| 2 | | Polska                                                   | Polska      | 36     |
| 2 | Jarosław Hampel Przemysław Pawlicki Maciej Janowski Bartosz Zmarzlik - | (u/–,–,–,–,–) (3,3,2,2,3) (2,3,2,3,3) (3,3,1,d,3) -      | 0 13 10 -   |        |
| 3 | | Rosja                                                    | Rosja       | 27     |
| 3 | Andriej Kudriaszow Artiom Łaguta Rienat Gafurow Witalij Biełousow - | (w,0,–,1,1,0) (w,1,3,4!,3,–) (0,2,–,2,1) (w,1,3,1,2,2) - | 2 11 5 9 -  |        |
| 4 | | Czechy                                                   | Czechy      | 20     |
| 4 | Václav Milík Eduard Krčmář Tomáš Suchánek Matěj Kůs - | (2,2,4!,0,2,2) (2,0,0,0,0) (1,–,t,1,1) (1,1,1,0,0) -     | 12 2 3 -    |        |

### King’s Lynn
8 czerwca 2015
| \| Msc \| \| Drużyna / Zawodnik \| Biegi \| Punkty \| \| --- \| ----------------------------------------------------------------------- \| ---------------------------------------------------- \| ----------------- \| ------ \| \| 1 \| \| Australia \| Australia \| 47 \| \| 1 \| Chris Holder Nick Morris Troy Batchelor Jason Doyle - \| (3,3,1,2,2) (2,2,3,2,3) (2,2,1,3,3) (2,3,3,2,3) - \| 11 12 11 13 - \| \| \| 2 \| \| Wielka Brytania \| Wielka Brytania \| 43 \| \| 2 \| Chris Harris Daniel King Tai Woffinden Robert Lambert - \| (3,3,2,3,2) (2,2,2,3,1) (3,1,3,3,3) (1,t,2,2,2) - \| 13 10 13 7 - \| \| \| 3 \| \| Stany Zjednoczone \| Stany Zjednoczone \| 22 \| \| 3 \| Greg Hancock Gino Manzares Ryan Fisher Max Ruml - \| (3,3,2!,3,0,1) (1,1,1,1,0) (1,t,2,1,1) (0,0,–,1,0) - \| 12 4 5 1 - \| \| \| 4 \| \| Łotwa \| Łotwa \| 9 \| \| 4 \| Maksims Bogdanovs Andžejs Ļebedevs Ķasts Puodžuks Jevgeņijs Kostigovs - \| (0,1,0,1,1) (d,2,1,0,0,2) (1,0,0,0!,u) (0,–,0,0,0) - \| 3 5 1 0 - \| \| | Bieg po biegu: 1. Hancock, Doyle, Lambert, Ļebedevs (d4) 2. Woffinden, Batchelor, Manzares, Bogdanovs 3. Holder, King, Puodžuks, Ruml 4. Harris, Morris, Fisher, Kostigovs 5. Holder, Ļebedevs, Manzares, Lambert (t) 6. Hancock, Morris, Woffinden, Puodžuks 7. Doyle, King, Bogdanovs, Fisher (t) 8. Harris, Batchelor, Ļebedevs, Ruml 9. Morris, Lambert, Hancock (2!), Bogdanovs 10. Woffinden, Fisher, Holder, Ļebedevs 11. Hancock, King, Batchelor, Kostigovs 12. Doyle, Harris, Manzares, Puodžuks 13. Woffinden, Doyle, Ruml, Kostigovs 14. Batchelor, Lambert, Fisher, Puodžuks (0!) 15. King, Morris, Manzares, Ļebedevs 16. Harris, Holder, Bogdanovs, Hancock 17. Morris, Ļebedevs, King, Manzares 18. Batchelor, Lambert, Fisher, Kostigovs 19. Doyle, Harris, Hancock, Puodžuks (u4) 20. Woffinden, Holder, Bogdanovs, Ruml |                                                      |                   |        |
| Msc | | Drużyna / Zawodnik                                   | Biegi             | Punkty |
| 1 | | Australia                                            | Australia         | 47     |
| 1 | Chris Holder Nick Morris Troy Batchelor Jason Doyle - | (3,3,1,2,2) (2,2,3,2,3) (2,2,1,3,3) (2,3,3,2,3) -    | 11 12 11 13 -     |        |
| 2 | | Wielka Brytania                                      | Wielka Brytania   | 43     |
| 2 | Chris Harris Daniel King Tai Woffinden Robert Lambert - | (3,3,2,3,2) (2,2,2,3,1) (3,1,3,3,3) (1,t,2,2,2) -    | 13 10 13 7 -      |        |
| 3 | | Stany Zjednoczone                                    | Stany Zjednoczone | 22     |
| 3 | Greg Hancock Gino Manzares Ryan Fisher Max Ruml - | (3,3,2!,3,0,1) (1,1,1,1,0) (1,t,2,1,1) (0,0,–,1,0) - | 12 4 5 1 -        |        |
| 4 | | Łotwa                                                | Łotwa             | 9      |
| 4 | Maksims Bogdanovs Andžejs Ļebedevs Ķasts Puodžuks Jevgeņijs Kostigovs - | (0,1,0,1,1) (d,2,1,0,0,2) (1,0,0,0!,u) (0,–,0,0,0) - | 3 5 1 0 -         |        |

## Baraż
W zawodach barażowych wystartowały drużyny, które w półfinałach zajęły drugie i trzecie miejsca. Tylko zwycięzca barażu awansował do finału.

### Vojens (baraż)
11 czerwca 2015
| \| Msc \| \| Drużyna / Zawodnik \| Biegi \| Punkty \| \| --- \| --------------------------------------------------------------------------- \| ---------------------------------------------------- \| ----------------- \| ------ \| \| 1 \| \| Polska \| Polska \| 48 \| \| 1 \| Maciej Janowski Przemysław Pawlicki Krzysztof Buczkowski Bartosz Zmarzlik - \| (2,3,3,3,3) (3,3,w,2,3) (3,3,2,2,3) (2,1,3,2,2) - \| 14 11 13 10 - \| \| \| 2 \| \| Wielka Brytania \| Wielka Brytania \| 43 \| \| 2 \| Daniel King Tai Woffinden Robert Lambert Chris Harris - \| (1,2,2,0,2) (3,3,3,6!,3,3) (3,1,-,3,1) (2,2,0,1,2) - \| 7 21 8 7 - \| \| \| 3 \| \| Stany Zjednoczone \| Stany Zjednoczone \| 22 \| \| 3 \| Gino Manzares Ryan Fisher Greg Hancock Max Ruml - \| (1,0,1,1,0) (1,1,2,1,0) (2,2,2!,1,3,2) (0,1,–,0,1) - \| 3 5 12 2 - \| \| \| 4 \| \| Rosja \| Rosja \| 11 \| \| 4 \| Rienat Gafurow brak zawodnika Witalij Biełousow Andriej Kudriaszow - \| (0,w,0,2,d) - (0,2,0!,1,1,1) (1,0,2,0,0,1) - \| 2 - 5 4 - \| \| | Bieg po biegu: 1. Woffinden, Janowski, Kudriaszow, Ruml 2. Pawlicki, Hancock, King, Biełousow 3. Lambert, Zmarzlik, Fisher, Gafurow 4. Buczkowski, Harris, Manzares 5. Pawlicki, Harris, Ruml, Gafurow (w/u) 6. Janowski, Hancock, Lambert 7. Buczkowski, King, Fisher, Kudriaszow 8. Woffinden, Biełousow, Zmarzlik, Manzares 9. Zmarzlik, King, Hancock (2!), Biełousow (0!) 10. Woffinden, Buczkowski, Hancock, Gafurow 11. Janowski, Fisher, Biełousow, Harris 12. Woffinden (6!), Kudriaszow, Manzares, Pawlicki (w) 13. Hancock, Zmarzlik, Harris, Kudriaszow 14. Lambert, Buczkowski, Biełousow, Ruml 15. Woffinden, Pawlicki, Fisher, Kudriaszow 16. Janowski, Gafurow, Manzares, King 17. Pawlicki, Hancock, Lambert, Gafurow (d4) 18. Woffinden, Zmarzlik, Biełousow, Fisher 19. Buczkowski, Harris, Kudriaszow, Manzares 20. Janowski, King, Ruml |                                                      |                   |        |
| Msc | | Drużyna / Zawodnik                                   | Biegi             | Punkty |
| 1 | | Polska                                               | Polska            | 48     |
| 1 | Maciej Janowski Przemysław Pawlicki Krzysztof Buczkowski Bartosz Zmarzlik - | (2,3,3,3,3) (3,3,w,2,3) (3,3,2,2,3) (2,1,3,2,2) -    | 14 11 13 10 -     |        |
| 2 | | Wielka Brytania                                      | Wielka Brytania   | 43     |
| 2 | Daniel King Tai Woffinden Robert Lambert Chris Harris - | (1,2,2,0,2) (3,3,3,6!,3,3) (3,1,-,3,1) (2,2,0,1,2) - | 7 21 8 7 -        |        |
| 3 | | Stany Zjednoczone                                    | Stany Zjednoczone | 22     |
| 3 | Gino Manzares Ryan Fisher Greg Hancock Max Ruml - | (1,0,1,1,0) (1,1,2,1,0) (2,2,2!,1,3,2) (0,1,–,0,1) - | 3 5 12 2 -        |        |
| 4 | | Rosja                                                | Rosja             | 11     |
| 4 | Rienat Gafurow brak zawodnika Witalij Biełousow Andriej Kudriaszow - | (0,w,0,2,d) - (0,2,0!,1,1,1) (1,0,2,0,0,1) -         | 2 - 5 4 -         |        |

## Finał
W finale wystartowało dwóch zwycięzców półfinałów, zwycięzca zawodów barażowych oraz gospodarz (Dania).

### Vojens (Finał)
14 czerwca 2015
| \| Msc \| \| Drużyna / Zawodnik \| Biegi \| Punkty \| \| --- \| --------------------------------------------------------------------------- \| ------------------------------------------------------ \| ----------- \| ------ \| \| 1 \| \| Szwecja \| Szwecja \| 34 \| \| 1 \| Antonio Lindbäck Andreas Jonsson Linus Sundström Fredrik Lindgren - \| (0,2,3,0,2) (3,3,1,2,3) (0,w,2,1,1) (3,2,1,2,3) - \| 7 12 4 11 - \| \| \| 2 \| \| Dania \| Dania \| 32 \| \| 2 \| Peter Kildemand Nicki Pedersen Niels K. Iversen Kenneth Bjerre - \| (3,1,3,3,3) (0,w,1,1,2) (2,3,3,1,w) (3,1,0,2,d) - \| 13 4 9 6 - \| \| \| 3 \| \| Polska \| Polska \| 27 \| \| 3 \| Bartosz Zmarzlik Krzysztof Buczkowski Maciej Janowski Przemysław Pawlicki - \| (1,0,1,1,0) (1,1,2,0,–) (1,3,2,3,w,2) (2,3,2,0,2) - \| 3 4 11 9 - \| \| \| 4 \| \| Australia \| Australia \| 26 \| \| 4 \| Chris Holder Jason Doyle Nick Morris Troy Batchelor - \| (0,2,3,w!,2,1) (1,0,d,3,3,1) (2,0,0,–,–) (2,2,0,3,1) - \| 8 2 8 - \| \| | Bieg po biegu: 1. Bjerre, Pawlicki, Doyle, Lindbäck 2. Jonsson, Iversen, Janowski, Holder 3. Lindgren, Morris, Zmarzlik, Pedersen 4. Kildemand, Batchelor, Buczkowski, Sundström 5. Jonsson, Batchelor, Bjerre, Zmarzlik 6. Iversen, Lindbäck, Buczkowski, Morris 7. Pawlicki, Holder, Sundström (w), Pedersen (w) 8. Janowski, Lindgren, Kildemand, Doyle 9. Holder, Buczkowski, Lindgren, Bjerre 10. Iversen, Sundström, Zmarzlik, Doyle (d/4) 11. Lindbäck, Janowski, Pedersen, Batchelor 12. Kildemand, Pawlicki, Jonsson, Morris 13. Batchelor, Lindgren, Iversen, Pawlicki 14. Janowski, Bjerre, Sundström, Holder (w!) 15. Doyle, Jonsson, Pedersen, Buczkowski 16. Kildemand, Holder, Zmarzlik, Lindbäck 17. Doyle, Pedersen, Sundström, Zmarzlik 18. Kildemand, Lindbäck, Doyle, Janowski (u/w) 19. Lindgren, Janowski, Batchelor, Bjerre (d/start) 20. Jonsson, Pawlicki, Holder, Iversen (u/w) |                                                        |             |        |
| Msc | | Drużyna / Zawodnik                                     | Biegi       | Punkty |
| 1 | | Szwecja                                                | Szwecja     | 34     |
| 1 | Antonio Lindbäck Andreas Jonsson Linus Sundström Fredrik Lindgren - | (0,2,3,0,2) (3,3,1,2,3) (0,w,2,1,1) (3,2,1,2,3) -      | 7 12 4 11 - |        |
| 2 | | Dania                                                  | Dania       | 32     |
| 2 | Peter Kildemand Nicki Pedersen Niels K. Iversen Kenneth Bjerre - | (3,1,3,3,3) (0,w,1,1,2) (2,3,3,1,w) (3,1,0,2,d) -      | 13 4 9 6 -  |        |
| 3 | | Polska                                                 | Polska      | 27     |
| 3 | Bartosz Zmarzlik Krzysztof Buczkowski Maciej Janowski Przemysław Pawlicki - | (1,0,1,1,0) (1,1,2,0,–) (1,3,2,3,w,2) (2,3,2,0,2) -    | 3 4 11 9 -  |        |
| 4 | | Australia                                              | Australia   | 26     |
| 4 | Chris Holder Jason Doyle Nick Morris Troy Batchelor - | (0,2,3,w!,2,1) (1,0,d,3,3,1) (2,0,0,–,–) (2,2,0,3,1) - | 8 2 8 -     |        |